# Ramon II d'Urtx
Ramon II d'Urtx (Segle XIII - 1297) fou un noble català del llinatge dels Urtx.

## Orígens familiars
Fill segon de Galceran II d'Urtx vescomte d'Urtx, 

## Matrimoni i descendents
Es va casar amb Esclarmonda de Pallars (coneguda també com a Esclarmonda de Conat) i va tenir dos fills:
- Ramon d'Urtx (que va morir abans que el pare i fou el desafortunat defensor en el Setge d'Elna)
- Hug VII de Mataplana que el va succeir.

## Biografia
Fou un cavaller que va estar al servei del rei de la Corona d'Aragó, tot i que la Cerdanya pertanyia al Regne de Mallorca, i va participar junt amb Bernat de Corbera i Berenguer d'Enveitg i Bernat d'Enveitg a l'expedició contra el Castell de Vallariu, a la costa empordanesa, possessió del rei mallorquí.
Com a llegat patern va rebre alguns dominis a Cerdanya i Urtx, i per part de mare va rebre (1290) Bulaternera i el títol de baró de Mataplana amb extenses possessions. Va donar carta de poblament a Castellar de n'Hug el 1292 i a la Pobla de Lillet el 1297. En el seu testament Ramon II va ordenar vendre els béns per compensar les seves injustícies i el seu propi fill Hug de Mataplana els va haver de comprar.